# بهمن حسین‌پور
بهمن حسین‌پور (زاده ۱۳۳۲ مسجدسلیمان) دیپلمات، اقتصاددان و سیاست‌مدار ایرانی است، که هم‌اکنون به‌عنوان دبیر کمیسیون مشترک اقتصادی ایران و ترکیه فعالیت می‌کند. حسین‌پور در فاصله سال‌های ۱۳۸۷ تا ۱۳۹۱ برای مدت ۴ سال سفیر ایران در ترکیه بود. وی در دولت یازدهم و دوازدهم، از ۱۳۹۲ تا ۱۳۹۷ ریاست تشریفات دفتر ریاست‌جمهوری را برعهده داشت.
حسین‌پور فعالیت در وزارت امور خارجه را از سال ۱۳۶۰ به‌عنوان کاردار سفارت ایران در تانزانیا آغاز کرد و در سال ۱۳۶۶ در حالی‌که تنها ۳۴ سال سن داشت، به عنوان سفیر ایران در اتیوپی منصوب شد، که کماکان جوان‌ترین سفیر اعزامی، در تمامی ادوار وزارت امور خارجه ایران بشمار می‌آید.
وی از سال ۱۳۷۳ تا ۱۳۷۹ رئیس اداره تشریفات وزارت امور خارجه بود. او از ۱۳۷۹ تا ۱۳۸۳ به عنوان سرکنسول جمهوری اسلامی ایران در استانبول فعالیت می‌کرد و از سال ۱۳۸۳ تا ۱۳۸۷ نیز مدیرکل تشریفات وزارت امور خارجه ایران بود.